# Rui Jorge
Rui Jorge de Sousa Dias Macedo de Oliveira OIH (Vila Nova de Gaia, 27 de Março de 1973) é um ex-futebolista português e atual treinador da equipa de Sub-21 da Seleção Portuguesa.

## Carreira

### Jogador
Rui Jorge começou a jogar futebol no Futebol Clube do Porto aos 9 anos, onde ficou até à época de 1990/91. Depois foi emprestado Rio Ave Futebol Clube na época de 1991/92, voltando para o Futebol Clube do Porto no ano seguinte, onde ficou até aon final da época 1997-98. Após 6 épocas, mudou se para o Sporting Clube de Portugal, onde jogou durante 7 épocas, até 2005. Terminou a sua carreira no Belenenses na época de 2005/2006.
Rui Jorge foi 44 vezes internacional pela Selecção Portuguesa de Futebol. O seu primeiro jogo pela Selecção Portuguesa foi em 20 de Abril de 1994, na Noruega, e o seu último jogo foi a 8 de Setembro, diante da Estónia, em Leiria. Em todos os jogos, apenas marcou um golo. Participou na Final do Euro 2000, Euro 2004 e Campeonato do Mundo de 2002. Também participou nos Jogos Olímpicos de Atlanta, em 1996.
Pela Selecção Portuguesa de Futebol Sub-21 foi 17 vezes internacional, entre 14 de Janeiro de 1992 e 27 de Março de 1996.
A 5 de Julho de 2004 foi feito Oficial da Ordem do Infante D. Henrique.

### Treinador
Foi treinador da equipa de Juniores A do Belenenses, desde a época 2006/2007 até à época 2009/2010.
Em Maio de 2009 passou a ser treinador principal da equipa do Belenenses, após a dispensa de Jaime Pacheco, cargo que ocupou até ao final da época.
A 19 de Novembro de 2010 passou a ser o seleccionador da Selecção Portuguesa de Futebol Sub-21.
Em 2016, comandou a seleção sub-23 de Portugal nos Jogos Olímpicos RIO 2016, no qual a equipe foi eliminada nas quartas de final pela Alemanha por 4x 0

## Títulos
- Campeonato português:(7) 1992/93, 1994/95, 1995/96, 1996/97, 1997/98, 1999/2000, 2001/02
- Supertaça Cândido de Oliveira:(10) 1993, 1994, 1995, 1996, 1997, 1998, 2000, 2001, 2002, 2003
- Taça de Portugal:(3) 1990/91, 1993/94, 1997/98, 2001/02